# Pedro Lima
Pedro Henrique Cardoso de Lima (sinh ngày 1 tháng 7 năm 2006), còn được gọi là Pedro Lima, là một cầu thủ bóng đá người Brazil hiện đang thi đấu cho câu lạc bộ Wolverhampton Wanderers.

## Thống kê sự nghiệp
Tính đến 10 tháng 6 năm 2024
| Câu lạc bộ   | Mùa giải  | Giải quốc nội | Giải quốc nội | Giải quốc nội | Giải đấu bang | Giải đấu bang | Cúp quốc gia | Cúp quốc gia | Châu lục | Châu lục  | Khác    | Khác      | Tổng cộng | Tổng cộng |
| Câu lạc bộ   | Mùa giải  | Hạng đấu      | Số trận       | Bàn thắng     | Số trận       | Bàn thắng     | Số trận      | Bàn thắng    | Số trận  | Bàn thắng | Số trận | Bàn thắng | Số trận   | Bàn thắng |
| ------------ | --------- | ------------- | ------------- | ------------- | ------------- | ------------- | ------------ | ------------ | -------- | --------- | ------- | --------- | --------- | --------- |
| Sport Recife | 2024      | Série B       | 8             | 0             | 5             | 1             | 4            | 0            | —        | —         | 9       | 1         | 26        | 2         |
| Tổng cộng    | Tổng cộng | Tổng cộng     | 8             | 0             | 5             | 1             | 4            | 0            | 0        | 0         | 9       | 1         | 26        | 2         |

1. ↑  Số trận ra sân ở Copa do Nordeste